# Барбери (Кальвадос)
Барбери́ (фр. Barbery) — коммуна во Франции, находится в регионе Нижняя Нормандия. Департамент коммуны — Кальвадос. Входит в состав кантона Бретвиль-сюр-Лез. Округ коммуны — Кан.
Код INSEE коммуны — 14039.

## Население
Население коммуны на 2010 год составляло 729 человек.
| 1962 | 1968 | 1975 | 1982 | 1990 | 1999 | 2010 |
| ---- | ---- | ---- | ---- | ---- | ---- | ---- |
| 417  | 390  | 366  | 497  | 500  | 524  | 729  |

## Экономика
В 2010 году среди 452 человек трудоспособного возраста (15—64 лет) 356 были экономически активными, 96 — неактивными (показатель активности — 78,8 %, в 1999 году было 70,9 %). Из 356 активных жителей работали 321 человек (175 мужчин и 146 женщин), безработных было 35 (16 мужчин и 19 женщин). Среди 96 неактивных 39 человек были учениками или студентами, 37 — пенсионерами, 20 были неактивными по другим причинам.